# Seznam izumiteljev
Seznam najpomembnejših izumiteljev.

## A
- Guillaume Amontons (Francija, 1663 - 1705)
- Arhimed (Sirakuze, 287 pr. n. št. - 212 pr. n. št.)

## B
- Benjamin Banneker (ZDA, 1731 - 1806)
- John Moses Browning (ZDA, 1855 - 1926)

## Č
- Čang Heng (張衡) (Kitajska, 78 - 139)

## D
- John Boyd Dunlop (Škotska, 1840 - 1921)

## E
- Thomas Alva Edison (ZDA, 1847 - 1931)

## F
- Benjamin Franklin (ZDA, 1706 - 1790)

## G
- Marcel Jules Edouard Golay (Švica, ZDA, 1902 - 1989)
- Johann Gutenberg (Nemčija, okoli 1398 - 1468)

## H
- Stephen Hales (Anglija, 1677 - 1761)
- John Harrison (Anglija, 1693 - 1776)

## J
- Pavel Nikolajevič Jabločkov (Павел Николаевич Яблочков) (Rusija, 1847 - 1894)
- Zacharias Jansen (Nizozemska ~1580 - ~1638)

## K
- Jack St. Clair Kilby (ZDA, 1923 - 2005)  2000

## L
- Samuel Pierpont Langley (ZDA, 1834 - 1906)

## M
- Samuel Finley Breese Morse (ZDA, 1791 - 1872)
- William Murdoch (Škotska, Anglija, 1754 - 1839)

## N
- Thomas Newcomen (Anglija, 1664 - 1729)
- Alfred Nobel (Švedska, 1833 - 1896)

## P
- Denis Papin (Francija, Anglija, 1647 - 1712)

## S
- Thomas Savery (Anglija, 1650 - 1715)
- Per Georg Scheutz (Švedska, 1785 - 1873)
- Elmer Ambrose Sperry (ZDA, 1860 - 1930)
- Levi Strauss (Nemčija, ZDA, 1829 - 1902)

## T
- Nikola Tesla (Avstro-Ogrska, ZDA, 1856 - 1943)

## V
- Leonardo da Vinci (Italija, Francija, 1452 - 1519)

## W
- An Wang (王安, pinjin Wáng Ān) (Kitajska, ZDA, 1920 - 1990)
- James Watt (Škotska, Anglija, 1736 - 1819)